# Frank Leo
Francis "Frank" Leo (Montreal, 30. lipnja 1971.) kanadski je katolički prelat koji služi kao nadbiskup Toronta od ožujka 2023. godine.
Papa Franjo ga je 7. prosinca 2024. proglasio kardinalom, dodijelivši mu kao svećeniku kardinalu naslov Santa Maria della Salute a Primavalle.